# Sinocytheridea impressa
Sinocytheridea impressa is een mosselkreeftjessoort uit de familie van de Cytherideidae. De wetenschappelijke naam van de soort is voor het eerst geldig gepubliceerd in 1869 door Brady.